# Geschichten von Afanti
Geschichten von Afanti (chinesisch 阿凡提的故事, Pinyin Āfántí de gùshi, uigurisch نەسىرىدىن ئەپەندى هىكاىيلىرى) ist eine in China beliebte Stop-Motion-Serie des Shanghai Animationfilmstudios. Die Figur des Afanti („Effendi“) wurde durch die berühmte Figur des Nasreddin Hodscha inspiriert, der man in weiten Teilen der turksprachigen muslimischen Welt begegnet. Die künstlerische Gestaltung der Serie erfolgte durch Qu Jianfang.
Die Trickfilmserie wurde von 1979 bis 1988 produziert. Sie erzählt die Abenteuer von Afanti (Effendi), einer Person im muslimischen Gebiet Xinjiang, der immer auf seinem Esel umherzieht, sehr schlau ist und auch gern mit Worten spielt, um seine Ziele zu erreichen. Er geißelt die Unzulänglichkeiten der Menschen und hat den Mut, sich der Ausbeutung durch die Mächtigen und Reichen – vor allem des Herrn Bayi (= Beg) – entgegenzustellen. Er ist auch voller Mitgefühl gegenüber den armen Menschen, denen er nach seinen Möglichkeiten zu helfen versucht.
Die diese Figur inspirierenden uigurischen Volkserzählungen sind auch bei Kasachen, Kirgisen, Usbeken, Tadschiken und anderen ethnischen Gruppen verbreitet.

## Serientitel
1. mai shu yin 卖树荫 (Verkauf des Schattens eines Baumes)[5]
2. tuzi songxin 兔子送信 (Das Kaninchen überbringt einen Brief)
3. shenyi 神医 (Der Arzt)
4. bi zhihui 比智慧 (Vergleich der Weisheit)
5. tou dongxi de lü 偷东西 的 驴 (Der diebische Esel)
6. linse gui 吝啬鬼 (Der Bösewicht)
7. qiao duan an 巧断案 (Der intelligente Prozess)
8. lü shuohua 驴说话 (Der sprechende Esel)
9. shoulie ji 狩猎记 (Erinnerung an die Jagd)
10. xunkaixin 寻开心 (Spaß mit jemandem treiben)
11. bao lü 宝驴 (Der kostbare Esel)
12. qi hun ji 奇婚记 (Erinnerung an eine inadäquate Hochzeit)
13. zhen jia afanti 真假阿凡提 (Wahrer/falscher Afanti)
14. zhong jinzi 种金子 (Eine Goldplantage)